# Silke Pan
Silke Pan (* 11. Januar 1973 in Bonn) ist eine deutsch-schweizerische Artistin. Bis 2021 war sie als Parasportlerin aktiv. Im Handbike fuhr sie internationale Rennen und errang Medaillen bei Europa- und Weltmeisterschaften. Sie lebt in Aigle/Schweiz.

## Biografie
Silke Pan wuchs in der Schweiz auf, wo sie seit ihrer Jugendzeit als Sportlerin im Geräteturnen und im Turm- und Trampolinspringen erfolgreich war. Nach Kursen an Zirkusschulen und mit dem Diplom der Staatlichen Ballettschule und Schule für Artistik in Berlin trat sie im Zirkus, in Freizeitparks, an Festivals und auf anderen Veranstaltungen auf.
Acht Jahre war sie u. a. für den Schweizer Circus Nock engagiert. Zusammen mit Didier Dvorak, ihrem späteren Ehemann, entwickelte sie Artistiknummern und Luftakrobatik-Vorführungen. Als sie 2007 in Italien in einem Freizeitpark das Training für ein neues Programm aufnahm, stürzte sie bei einer Trapeznummer ab. Sie erlitt schwere Verletzungen, die eine Querschnittlähmung zur Folge hatten.
Im Schweizer Paraplegiker-Zentrum in Nottwil stellte sie sich auf das Leben als Rollstuhlfahrerin ein und begann in der Schweiz mit dem Radsport. Nach einer Ausbildung als Dekorateurin gründete sie 2009 zusammen mit ihrem Mann die Firma Canniballoon Team, die Ballon-Kunstwerke und Dekorationen gestaltete.
Silke Pan ist mit dem Artisten Didier Dvorak, mit dem sie früher als Duo Robin Street aufträgt, verheiratet. 2018 erwarb sie neben der deutschen auch die Schweizer Staatsbürgerschaft.
Das Radiofeature Silke Pan, die Kämpferin der Journalistinnen Heike Mund und Maria Fremmer wurde 2017 mit dem German Paralympic Media Award ausgezeichnet. 2022 erhielt das Radiofeature «Silke Pan – vom Rennbike zurück in die Artistik» (WDR) von Autorin Heike Mund erneut den German Paralympic Media Award. 2023 entstand ein Dokumentarfilm von Regisseurin Coline Confort «La Vie Acrobate» über Silke Pans Wechsel vom Sport zur Artistik. Er lief auf Filmfestivals und wurde in Schweizer Kinos gezeigt.
Seit 2022 widmet sich Silke Pan wieder vollzeitlich ihrem Beruf als Artistin. Ihre zweite künstlerische Karriere als Handstand-Akrobatin startete sie im September 2022 beim Internationalen Salieri Circus Award in Legnago. Danach folgten 2023 Engagements beim italienischen Circus Gravity und in Berlin bei Circus Roncalli.

## Radsport
Ab Anfang 2012 nahm Silke Pan für den Radsportverein GC Nenndorf, das Team Sopur und den Rollstuhlclub Zentralschweiz erfolgreich an zahlreichen Handbike-Wettkämpfen teil.
Beim Marathon in Heidelberg 2013 fuhr sie Weltbestzeit. Bei den Paracycling-Weltmeisterschaften 2015 in Nottwil/Schweiz wurde sie Vizeweltmeisterin im Straßenrennen und Vierte im Einzelzeitfahren. Für das UCI-Weltcuprennen in Yverdon 2015 übernahm sie die Patenschaft und gewann das Straßenrennen.
2016 überquerte sie 13 Schweizer Alpenpässe mit dem Handbike (18.000 HM). Daraus entstand ihr autobiographisches Buch A la conquête de nouveaux sommets. 2017 erhielt sie den Meistertitel „Grand Maître Honorifique“ als erste Behindertensportlerin, die hintereinander die sieben Alpenpässe „7 Majeurs“ über 2.000 HM mit dem Handbike besiegt hat. 2018 überquerte sie die Pyrenäen mit 28 Pässen in 10 Tagen und legte dabei 800 km zurück. Daraus entstand der Dokumentarfilm „Alla Vita“ von Coline Confort. 2019 besuchte und überquerte Silke Pan im Projekt Le Tour des Lacs 30 Seen der Schweiz auf einem Parcours von 980 Kilometern.
2017, 2018 und 2019 gewann die Radsport-Athletin den Giro d’Italia Handbike. 2021 beendete Silke Pan ihre aktive Sportlaufbahn.  In dem Jahr gewann sie bei der Paracycling-Weltmeisterschaft die Bronzemedaille und bei der Paracycling-Europameisterschaft die Goldmedaille. Ihr Team bis zum Ende ihrer Sportkarriere war Active Sport Brescia.

## Projekte
2016 entwickelte Silke Pan mit der Eidgenössischen Technischen Hochschule Lausanne EPFL in Lausanne ein neuartiges Exoskelett, mit dem sie am 8. Oktober 2016 am Cybathlon der ETH Zürich teilnahm. Das Projekt Twiice fand in der internationalen Presse ein großes Echo.
Zusammen mit der Genfer Ingenieurschule HEPIA (Haute école du paysage, d'ingénierie et d'architecture de Genève) gestaltet Silke Pan ein Handbike aus Faserflachs. Unterstützt von der Westschweizer Fachhochschule für Gesundheit HESAV plante sie 2017 ein Sportevent beim Race Across America für Handbiker quer durch die USA.